# Štajerska kokoš
Štajerska kokoš ali štajerka (nemško Altsteirer Huhn, angleško Altsteirer ali Styrian hen) je slovenska avtohtona pasma kokoši, ki izvira iz Slovenije in avstrijske zvezne dežele Štajerske. Štajerska kokoš je edina avtohtona kokošja pasma Slovenije, saj so vse druge lokalne pasme po svojem statusu tradicionalne; torej v osnovi po izvoru tuje, a se jih v slovenskih deželah goji že dolgo in so se na razmere tudi prilagodile. Štajerkine tipične lastnosti nakazujejo, da si pasma morda deli skupnega prednika z drugimi mediteranskimi kokošjimi pasmami.
Pasma je v naših deželah poznana pod številnimi alternativnimi imeni: štajarska kokoš, staroštajerka, staroštajerska kokoš, celjska kokoš, kmečka kokoš, štajerska kmečka kokoš, domača šopka, štajerska deželna kokoš, hasnovita štajerska kokoš, domačegrudna kokoš, sulmtaler, sulmdolka, sulmtalka, sulmska kokoš, sulmtalska kokoš itd.

## Izvor in razširjanje
V preteklosti se je to kokoš najverjetneje gojilo v vseh alpskih regijah, segajoč od reke Donave do Jadranskega morja, pa tudi Panonske nižine. Izvorno območje štajerske kokoši naj bi predstavljala ozemlje med rekama Muro in Savo na slovenskem Štajerskem in južni deli avstrijske zvezne dežele Štajerske. Med najstarejše zgodovinske zapise, ki omenjajo štajerko, spada dokument o štajerskih kopunih (skopljenih petelinčkih) iz leta 1352. Takšne ptice so v 17. in 18. stoletju veljale za poslastico.
Nemca Armin Arbeiter iz Gradca in Emanuel Martiny iz Celja spadata med štajerkine najpomembnejše zagovornike 19. in 20. stoletja, saj sta odgovorna za poenotenje rejcev in začetek sistematičnega vzrejanja pasme. Štajersko kokoš so prvič opisali člani društva rejcev v Gradcu leta 1894. V Celju so leta 1897 za pasmo ustanovili rejsko središče, ki se je čez čas preselilo v Maribor. Arbeiter, ki je bil odgovoren za vzrejo štajerske kokoši v Celju, je pasmo poimenoval celjska kokoš. Na pomembnosti je štajerka pridobila okrog leta 1900, pri čemer je njen prvi pasemski standard izdala Štajerska kmetijska združba leta 1902. Hkrati so se rejci odločili, da se bo pasmo odslej imenovalo zgolj z imenom štajerska kokoš in se obenem opustilo uporabo starejših imen, kot sta celjska kokoš in staroštajerka.
Številčnost štajerske kokoši se je močno zmanjšala po koncu druge svetovne vojne, ko je kmetijstvo doživelo revolucijo in je bil v živinorejo uveden koncept modernega perutninarstva v industrijski obliki. V ogromnih, tovarnam podobnih kompleksih, se je v velikih številih začenjalo gojiti križanke majhnega števila komercialnih kokošjih pasem, zaradi česar se je raznolikost starih, domačih kokošjih pasem kritično zmanjšala. Med slednje je sodila tudi štajerka, saj so jo še naprej gojili le ljubiteljski rejci in redki kmetje.
V Sloveniji se je ponovno obujanje in ohranjanje pasme pričelo po koncu slovenske osamosvojitvene vojne, ko so strokovnjaki iz Biotehniške fakultete Univerze v Ljubljani začeli z zbiranjem preostalih čistopasemskih ptičev, ki jih je bilo še vedno moč najti na redkih kmetijah. S pomočjo tako pridobljenih ptičev so osnovali prvinsko jato, ki jo je bilo mogoče uporabiti za vnovično organizirano vzrejo štajerske kokoši. Danes naj bi bilo živečih okrog 1650 ptičev te pasme (podatki iz leta 2020), pri čemer je populacijski trend stabilen.

## Opis
Petelini in kopuni so težji od kokoši in navadno tehtajo od 2,5 do 3,0 kilograme. Tipičen rdečeoki petelin ima rdeč obraz, majhno glavo, bele in drobne priuhke in bel do mesnato rdeč kratek ter močan kljun. Petelinov srednje velik in natančno nazobčan greben je enostaven (enojen) in postavljen pokončno, medtem ko je podbradek intenzivno rdeč in doseže manjšo ali srednjo dolžino. Pri samcih je moč opaziti manj izražen čop, ki sestoji iz manjšega števila dolgih peres. Petelinov rjavordeč vrat mora biti srednje dolg in raven. Črno obarvane široke prsi so dobro zaokrožene in globoke. Živali imajo temnordeč, dolg in razmeroma širok hrbet, ramena in sedelce so temnordeča, medtem ko so rjavo obrobljene peruti črne. Petelinov rep je na pogled natrpan, visok in širok; ima svetleče črna in srpasto ukrivljena peresa. Srednje velike bele noge so tanke in gole, stegna so vidna le poredkoma. Na straneh lahko noge pokrivajo občasne rdeče pike, ki se pojavljajo tudi med petelinovimi nožnimi prsti.
Odrasle kokoši dosežejo od 1,8 do 2,2 kilogramov. Za kokoši so značilni majhna glava, belo obarvani priuhki in tipičen bogat čopek. Pri samicah je greben srednje velik, enostaven (enojen), naguban in usmerjen pokončno. Hrbet kokoši je vodoraven, njihovo telo je čokato z dobro izraženim trebušnim predelom in globokimi prsi. Srednje velike noge so posejane z rjavkastimi luskami. Tudi pri kokoših je rep širok in usmerjen navpično. Jerebičasto obarvane kokoši imajo nelesketajoča peresa, njihov hrbet je rjav, prsa lososove barve, zadnja plat siva in trebuh svetlejši.

### Barvne različice
V osnovi so bile tri barvne različice: rdeče-rjava, bela in grahasta (kukavičja). Rdeče-rjavo, ki je bila v preteklosti najbolj razširjena, se dalje deli na jerebičast tip z zlatim vratom (ptice spominjajo na rdečo pragozdno kokoš, Gallus gallus), rdečkasto rjave ptiče z nekoliko svetlejšim perjem ter temnim vratom in svetlo rumenkaste (pšenične) kokoši, ki se jih je gojilo v dolini reke Sulm. Ko se je po letu 1991 pričelo načrtno obujanje pasme, so strokovnjaki našli predvsem ptiče jerebičastega tipa, zaradi česar je današnja štajerska kokoš v večjem deležu jerebičasto obarvana.

### Uporaba
Tipična jerebičasta štajerka izleže od 130 do 160 jajc letno, primeri z več izleženimi jajci pa so redki. V primerjavi z nesnicami komercialnih križank štajerska kokoš izleže razmeroma malo jajc in je posledično neprimerna za komercialno vzrejo. Poskusi so pokazali, da štajerka izleže največ jajc, kadar se jo goji na tradicionalen (ekstenziven) način, na kmečkem dvorišču. Relativno majhna jajca tehtajo okrog 55 gramov in so svetla, ponavadi v barvi slonjih kosti. Štajerka se v glavnem uporablja za dva namena; veliko kokoši je nesnic, medtem ko se delež živali goji za zakol in pridobivanje mesa (recimo kopunjega).